# Gasklep

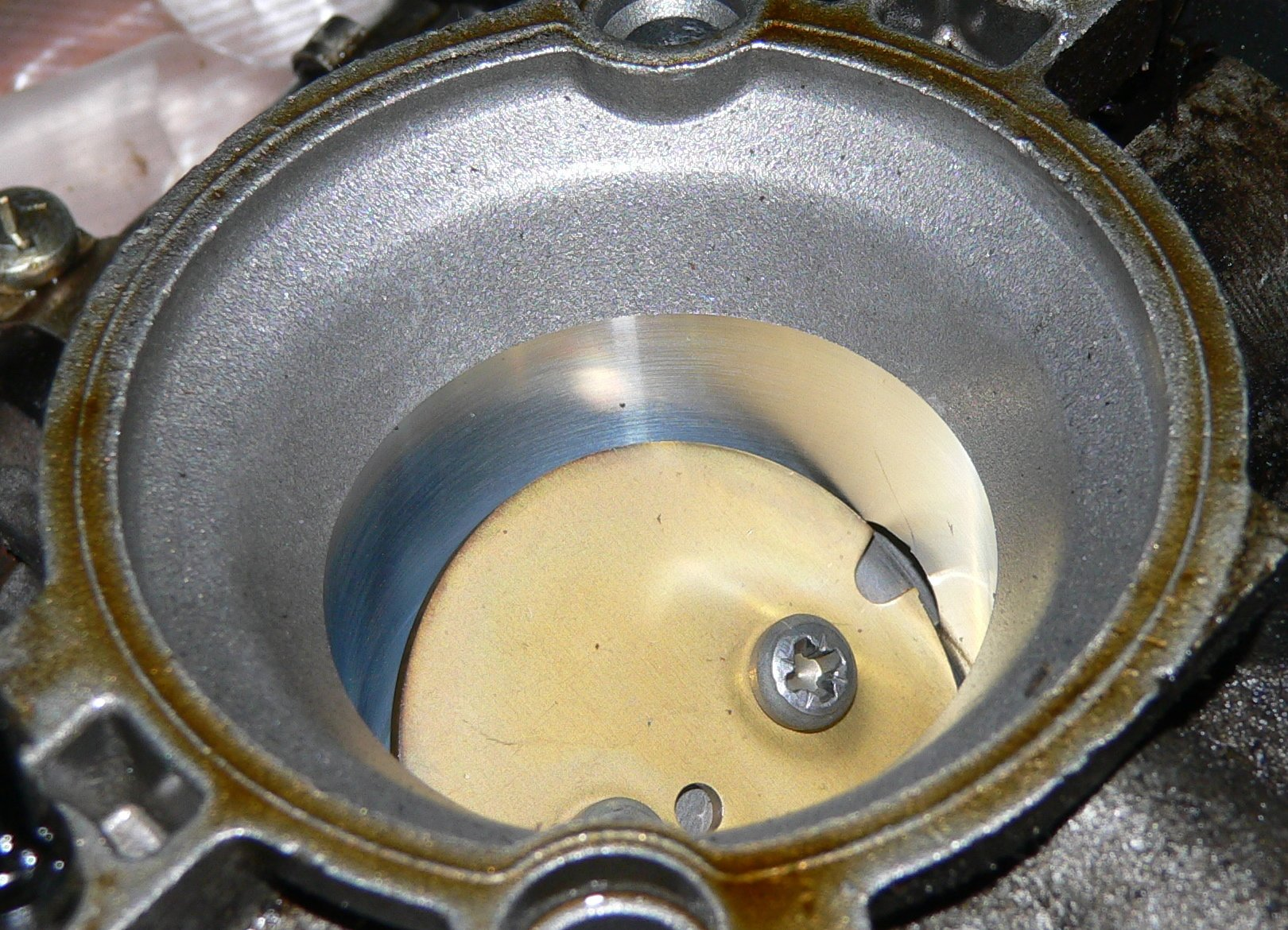
deels geopende gasklep

Een gasklep is een soort ventiel dat bij benzinemotoren de hoeveelheid aangezogen mengsel doseert.
Deze is bij carburatormotoren aangebracht na de hoofdverstuiver, bij monopointinjectie achter de injector en bij meervoudige sequentiële injectie voor de injectoren.
Bij dieselmotoren heeft de gasklep een andere functie: hij dient er alleen maar toe om de motor stil te zetten; als de gasklep dichtgaat, wordt de luchttoevoer afgesloten. De motor slaat dan af. De brandstoftoevoer wordt daar ook automatisch stopgezet omdat de brandstofpomp werkt op het motortoerental. Bij een dieselmotor wordt dit ook wel de smoorklep genoemd, i.p.v. gasklep. Dieselmotoren zuigen dus altijd de maximumhoeveelheid lucht aan. Dit is een bijkomende reden waarom dieselmotoren een hoger rendement halen dan benzinemotoren: de gasklep zorgt daar voor een grote stromingsweerstand.

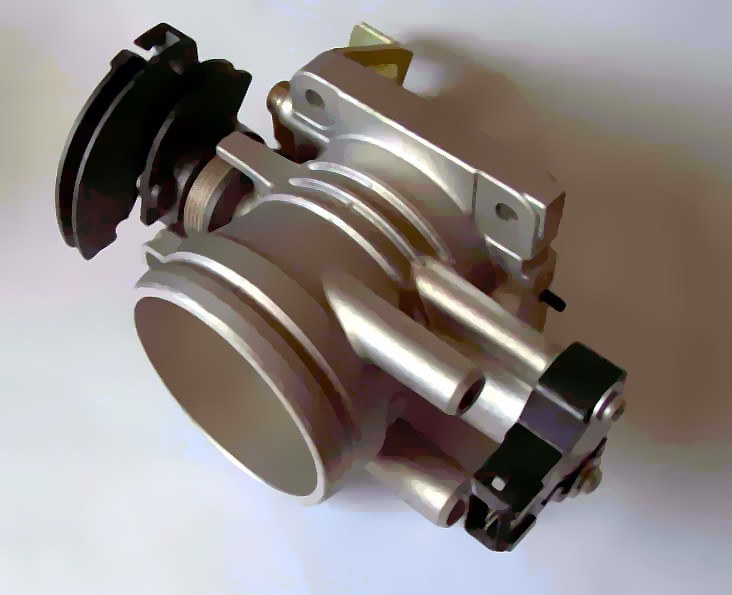
Mechanische gasklep met gaskleppositiesensor

De gasklep in moderne auto's wordt veelal elektronisch aangestuurd. Het gaspedaal heeft geen fysieke verbinding met het openingsmechanisme, en wordt door een sensor bediend. De programmering van de ECU bepaalt hoever de gasklep opent onder iedere omstandigheid, en hoeveel lucht en brandstof de motor betreden. Oudere en eenvoudigere motoren beschikken over een mechanische verbinding met de gasklep. Een stalen kabel is (in)direct verbonden aan het gaspedaal en opent de gasklep als het pedaal wordt bediend. Een gaskleppositiesensor communiceert met de ECU hoever de klep geopend is waarna de ECU deze gegevens verwerkt en zo nodig de inspuiting van het brandstofmengsel wijzigt.
Een verbrandingsmotor kan beschikken over meerdere gaskleppen wat afhankelijk is van het ontwerp. Motoren die ontworpen zijn voor prestaties en een hoog vermogen kunnen hierover beschikken. De BMW S54 motor beschikt bijvoorbeeld over zes gaskleppen, een voor iedere cilinder. In het Engels worden deze Individual Throttle Bodies of ITBs genoemd. Deze onafhankelijke gaskleppen verkorten de tijd tussen het bedienen van het gaspedaal en het moment waarop de motor versneld, omdat iedere verbrandingskamer individueel en onmiddellijk worden voorzien van lucht. Een conventioneel inlaatspruitstuk verlengen de weg die de lucht moet afleggen wat een grotere stromingsweerstand oplevert, en zo de gasrespons vertragen.